# Valerij Dmitrijevics Bolotov

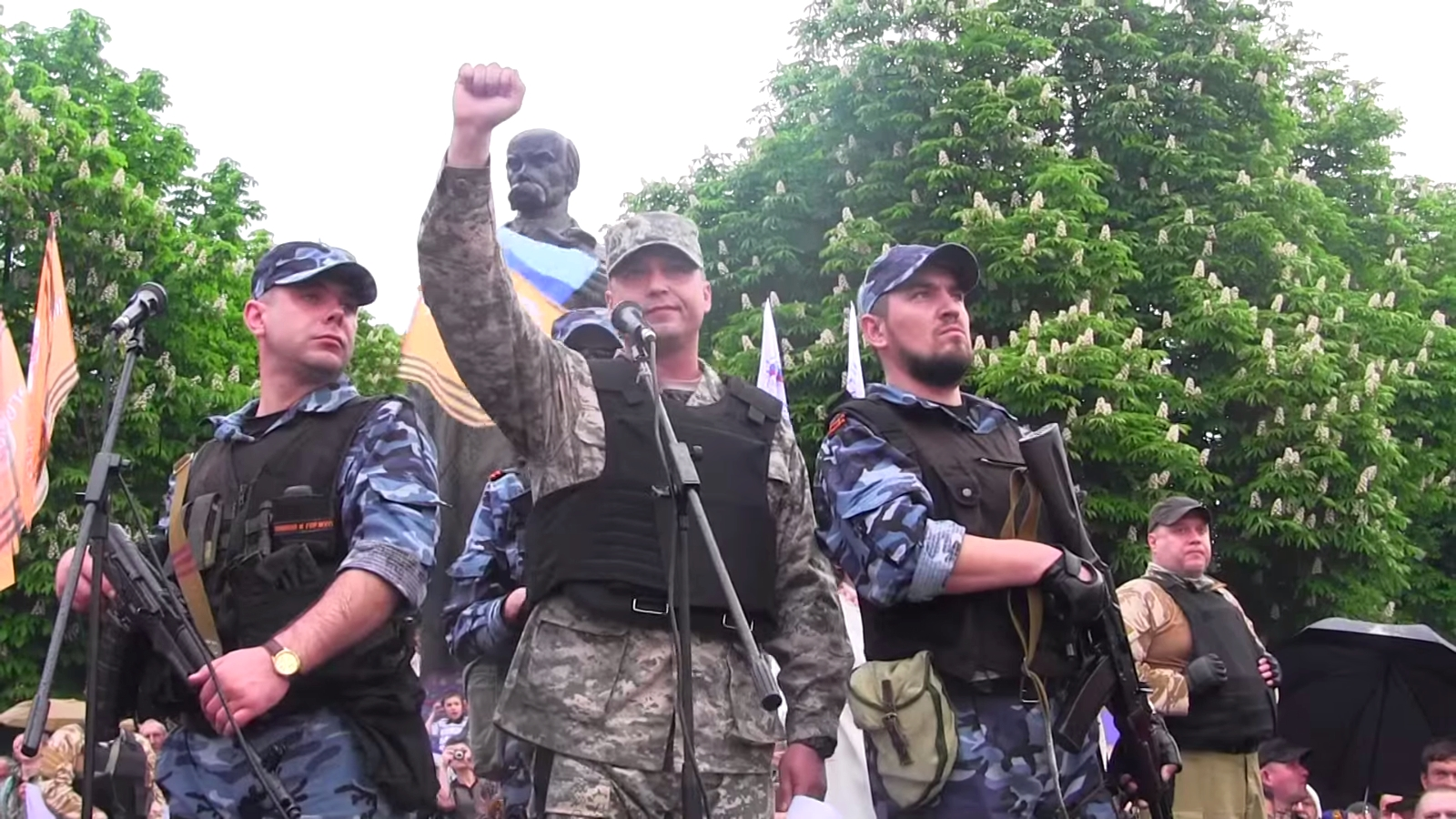
Bolotov kikiáltja a Luganszki Népköztársaság függetlenségét 2014. május 12-én

Valerij Dmitrijevics Bolotov (oroszul: Вале́рий Дми́триевич Бо́лотов, ukránul: Вале́рій Дми́трович Бо́лотов; 1970. február 13. – 2017. január 27.) orosz nemzetiségű ukrán politikus, az önhatalmúlag kikiáltott, nemzetközileg el nem ismert Luganszki Népköztársaság elnöke 2014 májusa és augusztusa között.